# Andrea Pavelková
Andrea Pavelková (ur. 14 kwietnia 1972 w Żylinie na Słowacji) – słowacka siatkarka, występująca na pozycji przyjmującej. Była reprezentantka Słowacji.

## Kluby
- SPASA CLUB Żylina
- Pallavolo Ravenna
- Aris Soloniki
- Istres SP
- BKS Stal Bielsko-Biała
- Muszynianka Muszyna
- KPSK Stal Mielec[2]
- OSM Senica
- MKS Dąbrowa Górnicza
- JT Sokol Frydek Mistek[3]
- ŠK ŽU Żylina

## Sukcesy
- złoty medal w mistrzostwach Polski z BKS Stal Bielsko-Biała[4]